# Фріда Робштайт-Робінс
Фріда Робштайт-Робінс (8 червня 1888 — 18 грудня 1973) — американська патологиня німецького походження, що тісно працювала з Джорджем Гойтом Віплом, проводячи дослідження щодо використання тканин печінки у лікуванні злоякісної анемії, будучи співавторкою 21 праці між 1925 та 1930 роками. Віпл отримав Нобелівську премію у 1934 році за свої досягнення, проте Робштайт-Робінс не було відзначено у цій нагороді, хоча Віпл і поділився з нею грошовою винагородою.
У 2002 році у статті видання Discover під назвою «50 найважливіших жінок в науці» зазначили, що внесок Робштайт-Робінс «заслуговує більшої уваги».
Робштайт-Робінс описали у 1981 році як жінку «суттєвої присутності», яку часто бачили вбрану в діаманти та з «елегантно зачесаним» волоссям.

## Ранні роки та освіта
Народившись в Німеччині, Робштайт-Робінс переїхала до США ще в дитинстві. Вона здобула бакалаврський ступінь в Чиказькому університеті, магістерський у Каліфорнійському університеті, а PhD в Рочестерському університеті.

## Дослідження
Віпл та Робштайт-Робінс встановили тваринну модель анемії. Вони виявили, що коли собаки втрачають велику кількість крові, у них проявляються симптоми, подібні до анемії. Щойно вони встановили цю експериментальну модель, вони могли тестувати експериментальні терапії. Вони тестували дієти, базовані на різних органах: селезінці, легенях, печінці, кишках та ін. Вони виявили, що собаки, годовані печінковою дієтою, відновлювались найшвидше, що вказувало на те, що анемія є пов'язаною з несправною роботою печінки. 
Попереднє дослідження було проведено на початку 1920-х років у фундації Джорджа Вільяма Гупера Каліфорнійського університету, під час якого виявили, що абрикоси є цінними у лікуванні індукованої анемії в собак. Цей результат настільки здивував дослідників, що його не опублікували. Однак у 1922 році роботи продовжились у Рочестерському університеті в Нью-Йорку, де дослідники порівнювали ефективність різних речовин у лікуванні анемії. 
Робштайт-Робінс почала працювати з Віплом у 1917 році; він залишався її партнером упродовж 18 років. Вона була першим вказаним автором найважливішої праці Віпла, а зазвичай першому автору належить найбільший внесок у тему праці, і в багатьох галузях досліджень останній автор у списку є директором лабораторії чи принциповим дослідником, відповідальним за напрямок робіт. Робштайт-Робінс була співавторкою десяти із 23 праць, що Віпл процитував у своїй нобелівській промові.

## Особисте життя
Робштайт-Робінс побралася з Оскаром В. Спрейґом. Померла у грудні 1973 року в м. Тусон штату Аризона, США.